# Pethidine
Pethidine of meperidine (in het buitenland ook bekend als, isonipecaine, lidol, operidine, pethanol en piridosal) is een snelwerkend opioïde, een narcotisch analgeticum,  dat aangrijpt op opioïdreceptoren in het centrale zenuwstelsel. In de Verenigde Staten is het onder de merknaam Demerol in gebruik. Pethidine mag niet met (of kort na) MAO-remmers gebruikt worden. Het wordt vrijwel alleen nog per injectie toegepast, hoewel het oraal ook werkzaam is. De stof valt volledig onder de Opiumwet.
In België werd het onder de merknaam Dolantine gecommercialiseerd. De specialiteit Dolantine® is uit de Belgische markt genomen in maart 2014, waardoor het middel een tijd onbeschikbaar was op de Belgische markt. Sinds enige tijd brengt de firma Sterop het terug op de markt onder de naam Pethidine Sterop. Het wordt op voorschrift verkocht in ampullen van 50 of 100 mg, waarop geen terugbetaling is voorzien.
Gebruik van pethidine is beperkt tot enkele strikte indicaties. Het wordt vrijwel alleen nog kortdurend gebruikt in de verloskunde. Het geeft ademhalingsdepressie bij de zuigeling, zodat ook dit gebruik moet worden afgewogen.
Pethidine heeft een actieve metaboliet norpethidine, die de neiging heeft te cumuleren. Norpethidine heeft ongeveer de helft van de activiteit van pethidine en een langere halveringstijd van circa 10 uur.

## Geschiedenis
Pethidine werd in 1932 als een geneesmiddel met antispastische eigenschappen gesynthetiseerd door de chemicus Otto Eislib. In 1937 werd de pijnstillende werking ontdekt. De antispastische component wordt waarschijnlijk door norpethidine veroorzaakt, welke stof op atropine lijkt.